# Zatoka Kazachska
Zatoka Kazachska (kaz. Қазақ шығанағы, Kazak szyganagy; ros. Казахский залив, Kazachskij zaliw) – zatoka we wschodniej części Morza Kaspijskiego, położona na południe od półwyspu Mangystau.
Wymiary zatoki: długość – około 46 km, szerokość u wejścia – 83 km. Głębokość średnia – 13-15 m, głębokość maksymalna – 32 m. Zasolenie wody w zatoce wynosi 13-14‰. W lecie woda ogrzewa się do temperatury 26-27 °C, a zimą jej temperatura spada do -8 °C i przez 2-3 miesiące zatoka jest pokryta cienkim lodem.